# Ґюдрун Скреттінґ
Ґюдрун Скреттінґ (норв. Gudrun Skretting; нар. 11 червня 1971) — норвезька письменниця, піаністка у Норвезькій музичній школі.

## Життєпис
Народилася 1971 року в Норвегії, в містечку Акерсгюс. Закінчила Норвезьку Вищу музичну школу, професійна піаністка, виконавиця класичної музики.
Навчалася в Норвезькому Інституті дитячої книги, згодом присвятила себе письменницькій діяльності. 2016 року випустила підлітковий роман «Антон та інші нещастя», що був нагороджений премію Міністерства культури. Наступного року вийшло продовження — «Антон та інші зі зграї», що стало найкращою дитячою книжкою 2017 року в Норвегії. 2018 року вийшла третя книжка «Антон Великий».
Стала почесним гостем Книжкового Арсеналу в Києві (2018 року).

## Українські переклади
- Антон та інші нещастя / Ґюдрун Скреттінґ ; пер. з норв. Наталі Іваничук. — Львів : Видавництво Старого Лева, 2018. — 248 с. — ISBN 978-617-679-532-2[4].
- Антон та інші зі зграї / Ґюдрун Скреттінґ ; пер. з норв. Наталі Іваничук. — Львів : Видавництво Старого Лева, 2019. — 256 с. — ISBN 978-617-679-662-6[5].
- Антон великий / Ґюдрун Скреттінґ ; пер. з норв. Наталі Іваничук. — Львів : Видавництво Старого Лева, 2019. — 224 с. — ISBN 978-617-679-718-0[6].
- Три чоловіки для Вільми / Ґюдрун Скреттінґ; пер. з норв. Наталі Іліщук. — Л.: Видавництво Старого Лева, 2021